# Mohammed Boqshan
Mohammed Ahmed Ali Boqshan ou Mohammed Boqshan (10 de março de 1994) é um futebolista iemenita que atualmente joga como zagueiro de Al-Khor na Qatar Stars League e na Seleção Iemenita de Futebol.

## Carreira
Boqshan fez sua estreia internacional pelo Iêmen em 2012 contra a Arábia Saudita durante a fase de grupos do Campeonato WAFF de 2012 em uma derrota de 1 a 0. Ele marcou seu primeiro gol internacional contra o Paquistão durante as Eliminatórias da Copa do Mundo FIFA de 2018, na qual o Iêmen disputou de 3 a 1 vencedores.

### Gols Internacionais
"Resultados e resultados listam primeiro o recorde de gols do Iêmen".
| #  | Data                | Local                            | Adversário | Ponto | Resultado | Competição                                  |
| -- | ------------------- | -------------------------------- | ---------- | ----- | --------- | ------------------------------------------- |
| 1. | 13 de março de 2015 | Estádio Grand Hamad, Doha, Qatar | Paquistão  | 2–0   | 3–1       | Eliminatórias da Copa do Mundo FIFA de 2018 |

## Títulos
Com Al-Tilal SC
- Supercopa do Iêmen Vice-Campeão: 2011